# Cecilie Sandvej
Cecilie Feddersen Sandvej (født 13. juni 1990) er en dansk fodboldspiller, som spiller for Birmingham City i den engelske FA Women's Championship og Danmarks kvindefodboldlandshold.

## Klubkarriere
Sandvej blev en del af Brøndby IF i 2009. Tidligere havde hun spillet for Horsens SIK og SønderjydskE. Den 9. oktober 2013 annoncerede Perth Glory, at Sandvej ville blive en del af klubben i 2013–2014 sæsonen. Sandvej spillede med i alle elleve kampe for Glory, der endte på en femteplads. Den 27. februar 2014 underskrev Sandvej kontrakt med Washington Spirit i NWSL. Hun spillede med reserveholdet det meste af tiden.
I sommeren 2014 skiftede hun til tyske SC Sand, med hvem hun spillede for i tre sæsoner inden et skifte til 1. FFC Frankfurt og i august 2021 til engelske Birmingham City W.F.C.

## International karriere
Sandvej fik sin debut på A-landsholdet i juli 2009, da hun blev skiftet ind i en 2–1 sejr i en venskabskamp mod Island i Staines, England.
Hun blev af landstræner Kenneth Heiner-Møller udtaget til Danmarks trup til EM i fodbold for kvinder 2013 og var også med til at vinde EM-sølv ved EM i Holland 2017.

## Hæder

### Klub
Brøndby IF
Vinder
- Elitedivisionen: 2010–11, 2011–12, 2012–13
- DBU's Landspokalturnering for kvinder: 2010–11, 2011–12, 2012–13